# Pigüé

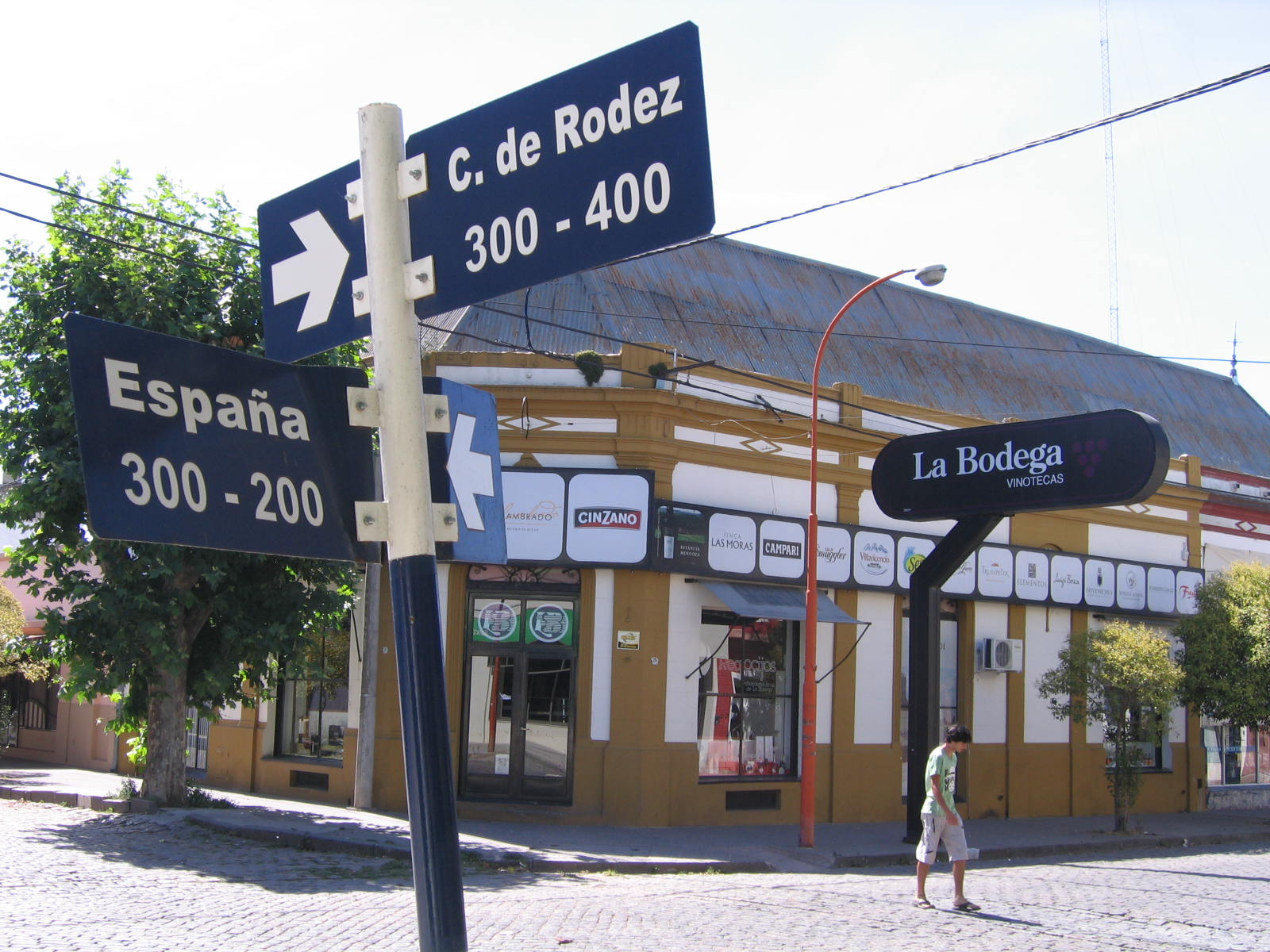
Cruzamento em Pigüé

Pigüé (pronúncia espanhola: [piˈɣwe]) é uma cidade da Argentina , localizada no Pampa, a 584 quilômetros (363 mi) ao sudoeste de Buenos Aires. Foi fundada por 165 occitânicos de língua francesa, um grupo de imigrantes oriundos de Aveyron (Avairon em occitano) e um argentino descendente de irlandeses em 4 de dezembro de 1884. A população urbana é de 20.749 habitantes (dados do INDEC de 2010). Pigüé é o centro administrativo de Saavedra, na Província de Buenos Aires.

## Fatos interessantes
- Numa Ayrinhac, o artista franco-argentino que ficou famoso por ter feito vários retratos de Eva e Juan Perón, tinha suas origens em Pigüé[2].

## Clima
| Dados climáticos para Pigüé (1961–1990, valores absolutos: 1970–presente)         | Dados climáticos para Pigüé (1961–1990, valores absolutos: 1970–presente) | Dados climáticos para Pigüé (1961–1990, valores absolutos: 1970–presente) | Dados climáticos para Pigüé (1961–1990, valores absolutos: 1970–presente) | Dados climáticos para Pigüé (1961–1990, valores absolutos: 1970–presente) | Dados climáticos para Pigüé (1961–1990, valores absolutos: 1970–presente) | Dados climáticos para Pigüé (1961–1990, valores absolutos: 1970–presente) | Dados climáticos para Pigüé (1961–1990, valores absolutos: 1970–presente) | Dados climáticos para Pigüé (1961–1990, valores absolutos: 1970–presente) | Dados climáticos para Pigüé (1961–1990, valores absolutos: 1970–presente) | Dados climáticos para Pigüé (1961–1990, valores absolutos: 1970–presente) | Dados climáticos para Pigüé (1961–1990, valores absolutos: 1970–presente) | Dados climáticos para Pigüé (1961–1990, valores absolutos: 1970–presente) | Dados climáticos para Pigüé (1961–1990, valores absolutos: 1970–presente) |
| Mês                                                                               | Jan                                                                       | Feb                                                                       | Mar                                                                       | Apr                                                                       | May                                                                       | Jun                                                                       | Jul                                                                       | Aug                                                                       | Sep                                                                       | Oct                                                                       | Nov                                                                       | Dec                                                                       | Year                                                                      |
| --------------------------------------------------------------------------------- | ------------------------------------------------------------------------- | ------------------------------------------------------------------------- | ------------------------------------------------------------------------- | ------------------------------------------------------------------------- | ------------------------------------------------------------------------- | ------------------------------------------------------------------------- | ------------------------------------------------------------------------- | ------------------------------------------------------------------------- | ------------------------------------------------------------------------- | ------------------------------------------------------------------------- | ------------------------------------------------------------------------- | ------------------------------------------------------------------------- | ------------------------------------------------------------------------- |
| Máxima absoluta °C (°F)                                                           | 40.0 (104)                                                                | 39.4 (102.9)                                                              | 35.4 (95.7)                                                               | 33.0 (91.4)                                                               | 28.6 (83.5)                                                               | 24.6 (76.3)                                                               | 23.0 (73.4)                                                               | 30.8 (87.4)                                                               | 28.6 (83.5)                                                               | 31.6 (88.9)                                                               | 35.7 (96.3)                                                               | 39.9 (103.8)                                                              | 40.0 (104)                                                                |
| Máxima média °C (°F)                                                              | 28.9 (84)                                                                 | 27.6 (81.7)                                                               | 24.2 (75.6)                                                               | 19.9 (67.8)                                                               | 15.6 (60.1)                                                               | 11.8 (53.2)                                                               | 11.9 (53.4)                                                               | 14.3 (57.7)                                                               | 16.9 (62.4)                                                               | 19.6 (67.3)                                                               | 23.5 (74.3)                                                               | 27.2 (81)                                                                 | 20.1 (68.2)                                                               |
| Média diária °C (°F)                                                              | 21.0 (69.8)                                                               | 20.0 (68)                                                                 | 17.1 (62.8)                                                               | 13.2 (55.8)                                                               | 9.6 (49.3)                                                                | 6.5 (43.7)                                                                | 6.4 (43.5)                                                                | 7.8 (46)                                                                  | 10.2 (50.4)                                                               | 13.0 (55.4)                                                               | 16.5 (61.7)                                                               | 19.7 (67.5)                                                               | 13.4 (56.1)                                                               |
| Mínima média °C (°F)                                                              | 14.1 (57.4)                                                               | 13.1 (55.6)                                                               | 11.2 (52.2)                                                               | 7.6 (45.7)                                                                | 4.5 (40.1)                                                                | 2.0 (35.6)                                                                | 1.7 (35.1)                                                                | 2.1 (35.8)                                                                | 4.0 (39.2)                                                                | 6.9 (44.4)                                                                | 9.9 (49.8)                                                                | 12.7 (54.9)                                                               | 7.5 (45.5)                                                                |
| Mínima absoluta °C (°F)                                                           | 1.2 (34.2)                                                                | 1.2 (34.2)                                                                | −2.6 (27.3)                                                               | −6.0 (21.2)                                                               | −6.4 (20.5)                                                               | −9.2 (15.4)                                                               | −12.2 (10)                                                                | −8.0 (17.6)                                                               | −6.4 (20.5)                                                               | −4.2 (24.4)                                                               | −2.5 (27.5)                                                               | −0.5 (31.1)                                                               | −12.2 (10)                                                                |
| Média de precipitação em mm (polegadas)                                           | 71.7 (2.823)                                                              | 79.4 (3.126)                                                              | 96.0 (3.78)                                                               | 84.2 (3.315)                                                              | 43.5 (1.713)                                                              | 26.1 (1.028)                                                              | 25.4 (1)                                                                  | 23.6 (0.929)                                                              | 50.1 (1.972)                                                              | 89.7 (3.531)                                                              | 92.1 (3.626)                                                              | 90.2 (3.551)                                                              | 772.0 (30.394)                                                            |
| Dias com precipitação (≥ 0.1 mm)                                                  | 8                                                                         | 7                                                                         | 8                                                                         | 8                                                                         | 7                                                                         | 7                                                                         | 7                                                                         | 5                                                                         | 6                                                                         | 10                                                                        | 10                                                                        | 10                                                                        | 93                                                                        |
| Umidade relativa compensada (%)                                                   | 59                                                                        | 63                                                                        | 71                                                                        | 76                                                                        | 79                                                                        | 81                                                                        | 80                                                                        | 71                                                                        | 69                                                                        | 72                                                                        | 68                                                                        | 61                                                                        | 71                                                                        |
| Média mensal de horas de sol (horas)                                              | 300.7                                                                     | 268.8                                                                     | 238.7                                                                     | 201.0                                                                     | 170.5                                                                     | 129.0                                                                     | 136.4                                                                     | 189.1                                                                     | 195.0                                                                     | 232.5                                                                     | 267.0                                                                     | 275.9                                                                     | 2,604.6                                                                   |
| Média compensada de horas de sol (%)                                              | 67                                                                        | 70                                                                        | 60                                                                        | 60                                                                        | 53                                                                        | 45                                                                        | 45                                                                        | 56                                                                        | 55                                                                        | 57                                                                        | 62                                                                        | 60                                                                        | 58                                                                        |
| Referência 1: NOAA, Oficina de Riesgo Agropecuario (máximas e mínimas absolultas) |                                                                           |                                                                           |                                                                           |                                                                           |                                                                           |                                                                           |                                                                           |                                                                           |                                                                           |                                                                           |                                                                           |                                                                           |                                                                           |
| Referência 2: Servicio Meteorológico Nacional (média de precipitação), UNLP       |                                                                           |                                                                           |                                                                           |                                                                           |                                                                           |                                                                           |                                                                           |                                                                           |                                                                           |                                                                           |                                                                           |                                                                           |                                                                           |

## Ligações relacionadas
- Saavedra.gov.ar, página oficial
- Pigüé.com
- Association Rouergue-Pigüé
- Les Aveyronnais de Pigüé
- Enjoy Argentina
- Pigüé, un lugar de encuentro
- Cámara de Comercio, Industria, Servicios y Turismo de Pigüé
- El Correo de la Diaspora Argentine